# Zorzines melanonota
Zorzines melanonota là một loài bướm đêm trong họ Noctuidae.